# IG Farben
IG Farbenindustrie AG (versión corta de Interessen-Gemeinschaft Farbenindustrie AG, «grupo de empresas de la industria colorante», también llamado I.G. Farbenfabriken) fue un conglomerado alemán de compañías químicas. Fue fundado el 25 de diciembre de 1925 como una fusión de las compañías BASF, Bayer, Hoechst (incluyendo Cassella y Chemische Fabrik Kalle), Agfa, Chemische Fabrik Griesheim-Elektron y Chemische Fabrik vorm. Weiler Ter Meer, aunque las compañías más importantes que lo formaron habían estado trabajando juntas desde la Primera Guerra Mundial. 
Inicialmente, muchas de estas compañías producían colorantes, pero pronto comenzaron a investigar otras áreas de la química, manteniendo un casi monopolio sobre la producción química. Durante la Alemania Nazi, comenzaron a producir el gas Zyklon B, veneno que fue usado en las cámaras de gas de los campos de exterminio. El conglomerado fue disuelto después de la Segunda Guerra Mundial por decisión de los Aliados debido al trabajo esclavo utilizado en los procesos de fabricación.

## Conglomerado
IG Farben estaba constituido por las siguientes compañías importantes, además de otras más pequeñas: 
- AGFA (Aktien-Gesellschaft für Anilin-Fabrikation), Berlín
- BASF (Badische Anilin und Soda Fabrik), Ludwigshafen am Rhein
- Bayer, Leverkusen
- Cassella (Cassella Farbwerke Mainkur), Fráncfort del Meno
- Chemische Fabrik Kalle, Biebrich
- Chemische Werke Hüls, Marl (fundada en 1938)
- Farbwerke Hoechst, o Hoechst (en la actualidad Sanofi-Aventis), Höchst, distrito de Fráncfort del Meno
- Chemische Fabrik Griesheim-Elektron, Griesheim, desde 1928 un distrito de Fráncfort del Meno

## Historia

### Fundación
IG Farbenindustrie AG (Interessen-Gemeinschaft Farbenindustrie AG, "grupo de empresas de la industria colorante", también llamado I.G. Farbenfabriken) se fundó el 25 de diciembre de 1925 como una fusión de las compañías químicas mencionadas en el apartado anterior, aunque las compañías más importantes que lo formaron ya habían estado trabajando juntas desde la Primera Guerra Mundial. Sus fundadores fueron Carl Duisberg y Hermann Hummel.
Ig Farben construyó su oficina central en Fráncfort del Meno, Alemania, en el edificio IG Farben (1931). 
Inicialmente, muchas de estas compañías producían colorantes, pero pronto comenzaron a investigar otras áreas de la química, manteniendo un cuasi monopolio sobre la producción química. 

### Segunda Guerra Mundial
Durante la planificación de la ocupación de Checoslovaquia y la invasión de Polonia, IG Farben cooperó estrechamente con los funcionarios nazis y decidió qué plantas químicas de los países ocupados debían ser aseguradas y entregadas a IG Farben.
En 1941, una investigación desveló un cártel entre la Standard Oil estadounidense de John D. Rockefeller y la I.G. Farben. (véase y) También se obtuvo nueva evidencia referente al precio complejo y los acuerdos de mercadotecnia entre DuPont, una gran multinacional química, y la fabricante de gasolina con plomo, U.S. Industrial Alcohol Co. y su subsidiaria Cuba Distilling Co. No obstante, la investigación fue cerrada, como docenas de otras en muchos tipos de industria, debido a la necesidad de reclutar el apoyo industrial en el esfuerzo de la guerra. Sin embargo, los directores de muchas compañías de petróleo acordaron dimitir y las acciones de la industria petrolera en las compañías de melaza fueron vendidas como parte de un compromiso pactado (véase y)
IG Farben construyó una fábrica (llamada Planta Química Buna) para producir caucho sintético y caucho (del carbón) en Auschwitz, que fue el principio de la colaboración de las SS durante el Holocausto. IG Farben fue la única compañía alemana con su propio campo de concentración, donde murieron al menos 30 000 personas, y muchas más fueron enviadas a las cámaras de gas. En su mayor apogeo, en 1944, esta fábrica utilizó 83 000 trabajadores esclavos. El pesticida Zyklon B, del cual IG Farben tenía la patente, fue manufacturado por Degesch (Deutsche Gesellschaft für Schädlingsbekämpfung), de la cual IG Farben poseía el 42,2 % en acciones. IG Farben tenía gerentes en su comité director. Con este gas fueron ejecutados millones, entre ellos judíos, polacos, gitanos, soviéticos y otros prisioneros de guerra.

### Posguerra
Debido a la severidad de los crímenes de guerra cometidos por IG Farben durante la Segunda Guerra Mundial, los Aliados consideraron que la empresa estaba demasiado corrompida como para permitirle seguir existiendo, y durante los Juicios de Núremberg ordenaron desmembrar el consorcio. La Unión Soviética se incautó de la mayor parte de los activos de IG Farben localizados en la zona de ocupación soviética como parte de sus reparaciones de guerra, en línea con el Plan Morgenthau. Los Aliados Occidentales sin embargo, en 1951, dividieron la empresa en sus empresas originales constituyentes. Las cuatro más grandes, BASF, Bayer, Hoechst y Agfa, compraron rápidamente a las más pequeñas.
En realidad IG Farben nunca se terminó de disolver y se mantuvo gracias a sus posesiones en inmuebles. En 2001 IG Farben anunció que terminaría de ser liquidada en 2003. La empresa no se termina de liquidar por los juicios pendientes con sus antiguos trabajadores esclavos, que exigen ser compensados. Desde 2012 todavía existe como una corporación "en liquidación", queriendo decir que el objetivo de la existencia continuada de la corporación está siendo terminado y disuelto de una manera ordenada.
De los 24 directivos de IG Farben acusados en el denominado Juicio a la IG Farben (1947-1948) ante un tribunal militar estadounidense en los subsecuentes Juicios de Núremberg, 13 fueron sentenciados a entre uno y ocho años de prisión. 
Algunos de aquellos acusados en este juicio se convirtieron en líderes de las compañías de posguerra que se formaron al separarse IG Farben, incluyendo aquellos que fueron sentenciados en Núremberg. Las principales empresas sucesoras de IG Farben en la actualidad son AGFA,  Bayer, BASF y Hoechst (ahora parte de Sanofi) y Pelikan(que además suministraba la tinta con la que se tatuaba a los prisioneros), las que heredaron el total de las propiedades de IG Farben, pero no así las responsabilidades penales.